# Mireille Dansereau
Mireille Dansereau est une réalisatrice, scénariste, productrice et monteuse québécoise née le 19 décembre 1943.

## Biographie

### Jeunesse
Mireille Dansereau naît dans une famille appartenant à la bourgeoisie montréalaise: sa mère est la joaillière Madeleine Dansereau, auteure de l'emblème de l'Ordre national du Québec, tandis que son père, Arthur Dansereau, est le petit-fils de Clément-Arthur Dansereau et il est membre du conseil d'administration de l'Office national du film du Canada au début de la décennie 1960. C'est par l'entremise de son père qu'elle découvre le cinéma alors qu'elle a 18 ans. Son éducation artistique passe par l'apprentissage de la danse, qu'elle pratique pendant dix-huit ans, et par des études en lettres qu'elle complète en obtenant une licence de l'Université de Montréal en 1965. Elle obtient de courts mandats de recherchiste et d'assistante au montage sonore à l'ONF et réalise de manière indépendante un premier court métrage, Moi, un jour (1967), dans lequel une adolescente évoque l'ennui de son milieu bourgeois et fait le procès de son père et de sa mère. Dans ce film, une ballade sur la montagne avec son chien est un prétexte pour voir la vie à travers les yeux de cette jeune fille qui se sent étrangère au monde qui l'entoure. En 1967 elle est admise au Royal College of Arts de Londres, où elle obtient une maîtrise en cinéma en 1969 ainsi que le premier prix du National Student Film Festival de Londres, pour Compromise, un film qui met en scène un épisode amoureux entre une étudiante francophone québécoise et un jeune acteur britannique sans emploi. Tony Scott, aussi étudiant au RCA, y signe la direction photo. À Londres, elle partage un appartement avec Michèle Cournoyer, qui collaborera comme directrice artistique à ses premiers films lors de son retour au Québec.
Elle enchaîne avec Forum, où sont confrontés la vision du réalisateur de la BBC James Cellan Jones, celle du sculpteur David Autie et celle de Steve Ben Israël de la troupe du Living Theatre. Le film, tourné à R.C.A., est un document qui reflète l'état d'esprit révolutionnaire des années 1968-1969 et qui a été distribué en Europe pendant de nombreuses années.

### Retour au Québec
De retour au Québec, elle devient la première femme à y réaliser un long métrage de fiction. C'est La vie rêvée, plongée dans l'imaginaire et les fantasmes de deux jeunes femmes en quête de l'homme idéal. Comme Moi, un jour, La vie rêvée laisse paraître une volonté de rompre avec la bourgeoisie en présentant l'amitié entre deux femmes de milieux différents. Le regard que la cinéaste pose sur la jeunesse se distingue de ce que le cinéma québécois a proposé jusqu'alors. Tandis que le jeune cinéma québécois se concentre sur la volonté collective d'émancipation du peuple québécois, Mireille Dansereau s'intéresse davantage à l'émancipation des femmes, en brisant les belles images qu'on leur propose. Dans une entrevue publiée en 1979, elle confie : « En faisant des films, j'aimerais pouvoir contribuer à présenter ce qu'est l'imaginaire de la femme. Je veux travailler sur le subconscient, l'imaginaire qui est une part important du féminin. C'est une tentative que j'avoue difficile parce qu'elle ne rejoint pas le grand public ».
En parallèle à son travail personnel, la cinéaste réalise divers programmes pour la télévision: un documentaire sur Germaine Guévremont, un autre portant sur l'immigration (Un pays à comprendre, 1981), un troisième sur le frère André. En 1976, elle coréalise aussi le moyen métrage Rappelle-toi avec le cinéaste expérimental Vartkes Cholakian, son mari de l'époque. Mettant en vedette Luce Guilbeault, Rappelle-toi raconte l'histoire d'une actrice hantée par le suicide d'une amie.

### En tant que femmes
Recrutée par Anne Claire Poirier qui agit comme productrice du programme En tant que femmes de l'Office national du film du Canada, Mireille Dansereau réalise deux longs métrages documentaires dans lesquels elle pose des constats sur la condition féminine au milieu de la décennie 1970. J'me marie, j'me marie pas donne ainsi la parole à quatre jeunes femmes vers la fin de la vingtaine qui parlent du mariage, de leurs relations aux hommes et de maternité, tandis que Famille et variations (en) propose plusieurs possibilités en dehors du modèle familial traditionnel de l'époque.

### Retour au long métrage
Sept ans après La vie rêvée, Mireille Dansereau revient au long métrage de fiction avec L'Arrache-cœur (en). Le film raconte l'histoire d'une femme (interprétée par Louise Marleau) en pleine crise d'identité. C'est elle qui doit subvenir aux besoins de sa famille tandis que son mari, cinéaste incompris d'origine étrangère, reste au foyer avec leur enfant. La relation difficile de cette femme avec sa mère contribue à accentuer son angoisse et seule la résolution de ce conflit ancien peut lui permettre d'assumer à son tour le rôle de mère. La critique souligne les aspirations bergmaniennes du film et lui réserve un accueil plutôt chaleureux. Louise Marleau reçoit le Prix d'interprétation féminine du Festival des films du monde de Montréal pour le rôle de Céline.
Il faut encore sept années à Mireille Dansereau pour réaliser un autre long métrage de fiction: Le sourd dans la ville, adaptation du roman éponyme de Marie-Claire Blais. Encore une fois le personnage principal est une femme issue de la bourgeoisie, celle-là abandonnée par son mari et qui cherche à échapper à ses souvenirs dans un hôtel de passe.

### Du film essai
Au début de la décennie 1990, Mireille Dansereau amorce un cycle d'essais cinématographiques dans lesquels elle revisite les images de son passé. C'est d'abord Entre elle et moi, en 1992, moyen-métrage où se déploient en parallèle le destin de la mère et de la fille, le destin de la joaillière et de la cinéaste. Puis, en 1996, Les marchés de Londres lui permet de poser un nouveau regard sur des images tournées en 1969, images qu'elle inscrit dans un dispositif fictif construit autour d'une réalisatrice dont on n'entend que la voix (celle de Louise Marleau) montrant à un homme (voix de Claude Gauthier) des images tournées 24 ans plus tôt. Terminé en 2014, Le Pier lui permet d'offrir un nouveau contexte à diverses images ainsi qu'à des archives familiales tournées à Old Orchard Beach, dans le Maine, au cours de la décennie 1940. Le Pier entame un nouveau cycle : À la recherche du père, qui se poursuivra dans Vue, pas vue (2018).

### Documentaires divers
En 1994, Mireille Dansereau réalise, à l'Office national du film du Canada, le documentaire Les seins dans la tête, dans lequel elle s'interroge sur la place qu'occupent les seins dans la construction de l'identité féminine. La réalisatrice enchaîne avec Les cheveux en quatre, abordant la chevelure sous l'angle de l'identité, de la séduction, du pouvoir et de la religion. À travers une approche poétique, L'idée noire (2000) expose le point de vue de deux parents troublés par l'idée suicidaire de leur fils.
En 2003, Mireille Dansereau termine Eva, documentaire à la forme classique portant sur Eva Von Gencsy, fondatrice et première directrice artistique des Ballets jazz de Montréal. Le vieillissement des danseuses et leur passion toujours aussi vibrante avec l'âge sont les thèmes abordés dans ce film.

## Filmographie

### Réalisatrice
- 1967 : Moi, un jour (court-métrage)
- 1969 : Compromise (court-métrage)
- 1969 : Forum (court-métrage)
- 1972 : La Vie rêvée
- 1974 : J'me marie, j'me marie pas (téléfilm)
- 1974 : Le père idéal
- 1976 : Rappelle-toi (coréalisé avec Vartkes Cholakian)
- 1977 : Famille et variations (en) (documentaire)
- 1979 : L'Arrache-cœur (en)
- 1980 : Germaine Guévremont (télévision)
- 1981 : Un pays à comprendre (télévision)
- 1982 : Le Frère André (télévision)
- 1987 : Le Sourd dans la ville
- 1992 : Entre elle et moi
- 1994 : Les Seins dans la tête
- 1996 : Les cheveux en quatre
- 1996 : Les marchés de Londres
- 2000 : L'Idée noire
- 2000 : Obsession[20]
- 2003 : Eva
- 2012 : Étude pour un lit et une baignoire (film tourné en 1971 et monté en 2012)
- 2014 : Le Pier
- 2021 : Vu pas vue (court-métrage)

### Scénariste
- 1969 : Forum
- 1972 : La Vie rêvée
- 1974 : J'me marie, j'me marie pas
- 1979 : L'arrache-cœur
- 1982 : Le Frère André
- 1987 : Le sourd dans la ville
- 1994 : Les Seins dans la tête
- 2000 : L'Idée noire

### Productrice
- 1967 : Moi, un jour
- 1969 : Forum
- 1969 : Compromise
- 1976 : Rappelle-toi
- 1992 : Entre elle et moi
- 1996 : Les marchés de Londres
- 1996 : Les cheveux en quatre
- 1999 : O Obsession
- 2001 : Danny le Montagnais
- 2003 : Eva
- 2005 : Louisiane, pour mémoire
- 2010 : Les cerisiers ont envahi les espaces comme incendie
- 2012 : Étude pour un lit et une baignoire
- 2014 : Le Pier
- 2019 : Vu pas vue

### Monteuse
- 1967 : Moi, un jour
- 1969 : Forum
- 1969 : Compromise
- 1992 : Entre elle et moi
- 1996 : Les marchés de Londres
- 1999 : O Obsession
- 2001 : Danny le Montagnais
- 2005 : Louisiane, pour mémoire
- 2010 : Les cerisiers ont envahi les espaces comme incendie
- 2012 : Étude pour un lit et une baignoire
- 2014 : Le Pier
- 2016 : Vu pas vue

## Récompenses et nominations

### Récompenses et nominations
- 1969 : Premier Prix du National Student Film Festival à Londres pour Compromise.
- 1972 : Prix Wendy Michener (best creativity) et prix du meilleur montage  au festival de Toronto pour La vie rêvée[21].
- 1972 : Prix du meilleur long métrage à San Francisco pour La vie rêvée.
- 1972 : Prix spécial du jury à Toulon pour La vie rêvée.
- 1979 : Premier prix d'interprétation à Louise Marleau, au Festival des Films du Monde pour L'Arrache-Cœur.
- 1987 : Mention honorable de l'OCIC au Festival de Venise pour Le sourd dans la ville
- 1992 : Mention spéciale au Festival du Nouveau Cinéma et nouveaux médias pour Entre elle et moi.
- 1992 : Mention spéciale à Hot Docs pour Entre elle et moi.
- 1994 : Mis en nomination, prix du Meilleur documentaire dans la section Arts/Culture/Biographie, Hot Docs, Toronto, pour Entre elle et moi[22]
- 1994 : Sélection au Festival des Films du Monde, pour Les seins dans la tête.
- 1997 : Prix du meilleur court métrage  au Toronto Worldwide short film festival pour Les marchés de Londres.
- 2001 : Golden Sheaf du meilleur documentaire social (Yorkton) pour L'idée noire[23]
- 2008 : Prix ONF Marthe Blackburn
- 2010 : Bourse de carrière du Conseil des arts et des lettres du Québec
- 2012 : Prix de carrière au Gala de l'Association des femmes du cinéma, de la télévision et des nouveaux médias[24]
- 2022 : Prix Albert-Tessier[25],[26]

## Rétrospectives
- 1993 : Festival de films de femmes de Créteil
- 2012 : Cinémathèque québécoise.